# 綾枷ちよこ
綾枷 ちよこ（あやかせ ちよこ、4月18日 - ）は、成人向け漫画雑誌で活動する漫画家、イラストレーター。女性。「綾枷 りべり」と2人組で活動している。現在、コアマガジンの成人向け漫画『コミックホットミルク』にて不定期活動中。

## 人物
- 福岡県宗像市出身、福岡県在住[2]。
- 保護猫8匹と暮らしている[2]（2022年4月現在）。
- お姉さんとショタの組み合わせ（おねショタ）を好み、多く登場させる。
- 同人活動では「綾枷家の猫」「ありぃすいべりぃ」を主宰。

## メンバー
- 綾枷 りべり（あやかせ りべり、1990年11月27日[4] - ）、男性[3]。福岡県福岡市出身[5]。主にネーム、背景、彩色などを担当している[6]。

## 作品リスト

### 単行本
1. 『年上上等♥』 （2014年8月9日発売[7]、コアマガジン〈メガストアコミックス417〉、ISBN 978-4-86436-657-1）
  - 隠れ巫女
  - あさみっくす
  - Secret LOVESecret LOVE～飲み過ぎ注意!?～
  - Secret LOVESecret LOVE～やっぱり君が好き～
  - おばさんといけないゲーム
  - フェチズム教師
  - ネトゲ彼女
  - ご契約はこちらです!
  - いいなりプレイ
  - 孕ませ☆サキュバス
  - お母さんといこっ♥
2. 『痴女行進曲』 （2018年5月31日発売[7]、コアマガジン〈メガストアコミックス544〉、ISBN 978-4-86653-194-6）
  - 偽りの愛
  - 偽りの愛 その２
  - 偽りの愛 その３
  - 歪愛
  - 先生は童貞がお好き♥
  - 処女、3X歳!!
  - 好きだからいじめたい
  - 私と個撮しませんか？
  - ダイエットえっち
  - レッスンの後は…
  - あとがき
3. 『淫靡豊満な住民たち～おもらし少女、しかも処女～」 （2018年8月28日発売[8]、ジーウォーク〈ムーグコミックス〉、ISBN 978-4-86297-799-1）
  - おもらし少女、しかも処女。小さいあなでもがんばるもん 第1話～第10話（完）
4. 『若妻ざかり』 （2019年1月25日発売[9]、ジーオーティー〈GOTコミックス〉、ISBN 978-4-8148-0150-3）
  - アナタとの生活を守るためこの夏わたしは
  - ほほえみ 第1～3話
  - 夜行バスで痴漢されて寝取られた妻
  - その日、女将は…
5. 『いちゃらぶテンプテーション』 （2021年9月30日発売[10]、ジーオーティー〈GOTコミックス〉、ISBN 978-4-82360-218-4）
  - 雪女のマヨヒガでイチャラブハーレム性活
  - 前田さんちのサキュバス事情
  - 夏の神、ひとしずく
  - ヤリ目ナイトプール

### イラスト
- 『とろ蜜女教師のＨな個人授業』 （2020年4月25日発売[11]、小説：庵乃音人、KTC〈リアルドリーム文庫194〉、ISBN 978-4-7992-1358-2）